# Годивел
Годивел (фр. Godivelle) насеље је и општина у централној Француској у региону Оверња, у департману Пиј де Дом која припада префектури Исоар.
По подацима из 2011. године у општини је живело 24 становника, а густина насељености је износила 1,55 становника/km². Општина се простире на површини од 15,44 km². Налази се на средњој надморској висини од 1 203 метара (максималној 1.377 m, а минималној 1.076 m).

## Демографија
| 1962. | 1968. | 1975. | 1982. | 1990. | 1999. | 2011. |
| ----- | ----- | ----- | ----- | ----- | ----- | ----- |
| 110   | 106   | 70    | 62    | 38    | 27    | 24    |

График промене броја становника у току последњих година